# (38823) 2000 RN87
2000 RN87 (asteroide 38823) é um asteroide da cintura principal. Possui uma excentricidade de 0.10314730 e uma inclinação de 0.61567º.
Este asteroide foi descoberto no dia 2 de setembro de 2000 por LONEOS em Anderson Mesa.